# Dur
Dur er indenfor musikteori betegnelsen for en skala, en toneart eller en akkord.

## Skala og toneart
Dur er, ligesom mol, et tonekøn, der består af 12 tonearter. Disse er bestemt ved en skala med bestemte intervaller (dvs. toneafstande). Intervallerne mellem de enkelte toner i durskalaen er: 1, 1, 1/2, 1, 1, 1, 1/2 (se figur).

## Akkord
En dur-akkord, der består af tre toner, er opbygget således at intervallet mellem første og anden tone er en stor terts, og intervallet mellem anden og tredje er en lille terts (afstanden mellem første og tredje tone er dermed en kvint).
C-dur har ingen faste fortegn (krydser eller b'er). A-dur har fx 3 krydser med kryds for f, c og g. Antallet af krydser eller antallet af b'er afgøres ud fra kvintcirklen. 

For hver durskala findes en molskala med samme toner. Eksempelvis er der samme toner i C-dur og a-mol. Et sådant par af tonearter kaldes paralleltonearter. Disse står også beskrevet på kvintcirklen. 